# Hydata scripturata
Hydata scripturata är en fjärilsart som beskrevs av W. Warren 1909. Hydata scripturata ingår i släktet Hydata och familjen mätare. Inga underarter finns listade i Catalogue of Life.